# Listas de estrelas por constelação
Todas as estrelas, exceto uma, podem ser associadas a uma constelação da União Astronômica Internacional (IAU). As constelações IAU são áreas do céu. Embora existam apenas 88 constelações IAU, o céu está realmente dividido em 89 caixas de formato irregular, já que a constelação de Serpens é dividida em duas seções separadas, Serpens Caput (a cabeça da cobra) a oeste e Serpens Cauda (a cauda da cobra) a leste.
A única estrela que não pertence a uma constelação é o Sol. O Sol viaja através das 13 constelações ao longo da eclíptica, a 12 do Zodíaco e Ophiuchus.
Entre as estrelas restantes, as mais próximas exibem movimento próprio, por isso é apenas uma questão de tempo antes que algumas delas cruzem os limites de uma constelação e mudem de constelação como consequência. Em 1992, Rho Aquilae se tornou a primeira estrela a ter sua designação de Bayer "invalidada" ao se mudar para uma constelação vizinha, agora é uma estrela da constelação Delphinus.

## Listas de estrelas por constelação
As estrelas são listadas nas listas apropriadas para a constelação, da seguinte maneira:
| - Andromeda - Antlia - Apus - Aquarius - Aquila - Ara - Aries - Auriga - Boötes - Caelum - Camelopardalis - Cancer - Canes Venatici - Canis Major - Canis Minor - Capricornus - Carina - Cassiopeia - Centaurus - Cepheus - Cetus - Chamaeleon | - Circinus - Columba - Coma Berenices - Corona Australis - Corona Borealis - Corvus - Crater - Crux - Cygnus - Delphinus - Dorado - Draco - Equuleus - Eridanus - Fornax - Gemini - Grus - Hercules - Horologium - Hydra - Hydrus - Indus | - Lacerta - Leo - Leo Minor - Lepus - Libra - Lupus - Lynx - Lyra - Mensa - Microscopium - Monoceros - Musca - Norma - Octans - Ophiuchus - Orion - Pavo - Pegasus - Perseus - Phoenix - Pictor - Pisces | - Piscis Austrinus - Puppis - Pyxis - Reticulum - Sagitta - Sagittarius - Scorpius - Sculptor - Scutum - Serpens - Sextans - Taurus - Telescopium - Triangulum - Triangulum Australe - Tucana - Ursa Major - Ursa Minor - Vela - Virgo - Volans - Vulpecula |

## Critérios de inclusão
- Estrelas nomeadas com uma designação de Bayer, Flamsteed, HR ou Draper (não dos suplementos).
- Extremos estelares ou outras estrelas dignas de nota.
- Estrelas variáveis notáveis (protótipos, raros ou importantes).
- Estrelas mais próximas (<20 anos-luz).
- Estrelas com planetas.
- Notáveis estrelas de nêutrons, buracos negros e outros objetos/remanescentes estelares exóticos.

Observe que essas listas não estão concluídas no momento e podem faltar estrelas que satisfaçam essas condições. Se você encontrar um, sinta-se à vontade para adicioná-lo.